# Убийство Шэрон Лопатки
Шэрон Рина Лопатка (англ. Sharon Rina Lopatka; 20 сентября 1961 — 16 октября 1996) — женщина, найденная по Интернету в городе Хэмпстед, штат Мэриленд в США, которая согласилась на предложение быть убитой. Она перенесла пытки и была задушена до смерти 16 октября 1996 года Робертом Фредериком Глассом (англ. Robert Frederick Glass) — компьютерным аналитиком из Северной Каролины. Этот случай стал первым открыто обсуждавшимся, в том числе и через Интернет, примером добровольного (консенсуального) убийства.

## Биография Лопатки
Лопатка, в девичестве Шэрон Денбург, выросла в окрестности Балтимора в семье ортодоксальных евреев. Её отец — Абраам Денбург, кантор в синагоге. Когда Шэрон было 29 лет, она вышла замуж за Виктора Лопатку, родом из города Элликотта, католика.
Шэрон занялась интернет-бизнесом, зарабатывая гаданием и рассылкой спама.

## Смерть
20 октября 1996 года муж Шэрон связался с полицией, заявив об исчезновении супруги. Он предоставил полиции копии электронных писем между его женой и пользователем slowhand (рус. «медлительный» "медленорукий"). Полицейское расследование показало, что этот аккаунт принадлежал Роберту Фредерику Глассу. Ордер на обыск в его передвижном доме был выписан 25 октября 1996 года. Тело Шэрон Лопатки было найдено похороненным на расстоянии 20 метров от дома Гласса в Северной Каролине.
Гласс утверждал, что смерть Шэрон Лопатки была случайностью, проистекающей из неудачных обстоятельств сексуальных игр. Однако полицейское расследование показало, что в переписке между Глассом и Лопаткой шла речь об общей заинтересованности идеей сексуальной пытки и последующего убийства. Более того, за несколько недель до встречи с Глассом Шэрон Лопатка встретилась с другим мужчиной, с которым она поделилась своими сексуальными фантазиями, но тот мужчина отказался от участия.
27 января 2000 года Гласс признался в «убийстве по внезапно возникшему умыслу», а также в шести случаях сексуальной эксплуатации несовершеннолетних. Сторона обвинения показала, что у Гласса на компьютере хранились ролики с детской порнографией. Гласс был приговорён к сроку от 36 до 53 месяцев тюрьмы за убийство и к сроку от 21 до 26 месяцев за хранение детского порно. 20 февраля 2002 года, за две недели до окончания срока, у Гласса случился сердечный приступ, который привел к смерти.

## След в культуре
Данный случай вдохновил создателей фильма «Скачивая Нэнси», вышедшего на экраны в 2009 году. В интервью автор фильма Ли Росс заявил, что он знает о случае с Лопаткой и находит его тёмным, ужасающим и интригующим.
Случай с Лопаткой схож с убийством Бернда Юргена Армандо Брандеса Армином Майвесом в марте 2001 года в Германии.